# Ferrocarril de Cúcuta
El Ferrocarril de Cúcuta fue una empresa pionera de trenes perteneciente a la ciudad de Cúcuta, Colombia. La línea férrea de esta empresa era considerada internacional conectaba a la ciudad de Cúcuta así como a los municipios de Villa del Rosario, Pamplona, Bochalema, Puerto Villamizar y Puerto Santander con los venezolanos de Orope, San Juan de Las Palmas, El Vigía y San Carlos.
El Ferrocarril actualmente no funciona, pero se le rinde un tributo con un monumento que se encuentra ubicado en frente del Terminal de Transporte en la vía hacia el Aeropuerto Internacional Camilo Daza.

## Estaciones
Las estaciones del Ferrocarril de Cúcuta eran::
- Estación Agua Blanca
- Estación Agua Clara
- Estación Alto Viento
- Estación Bochalema
- Estación Aduana Nacional
- Estación El Salado
- Estación Guayabal
- Estación Kilómetro 52
- Estación La Arenosa
- Estación La Don Juana
- Estación La Jarra
- Estación La Javilla
- Estación La Tigra
- Estación Oripaya
- Estación Puerto Santander
- Estación Puerto Villamizar
- Estación Raizón
- Estación Rosetal
- Estación San Luis o Pamplonita
- Estación Sur
- Estación Villa del Rosario

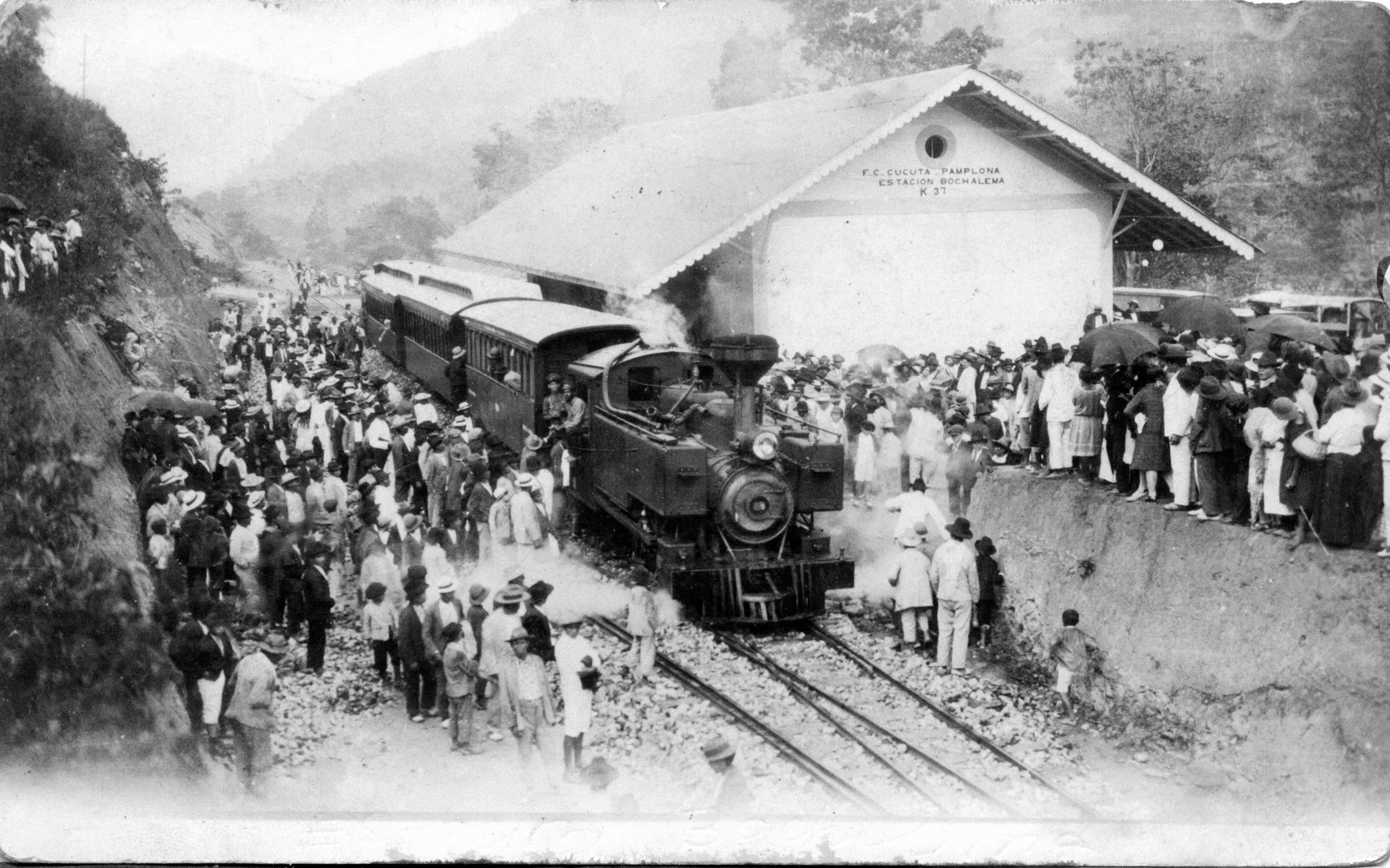
Estación Bochalema.
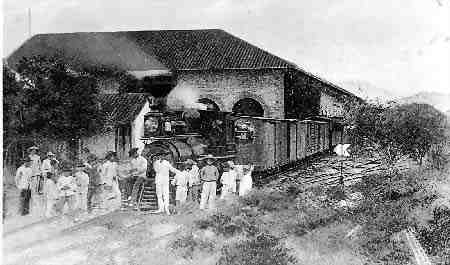
Estación Cúcuta en 1910.
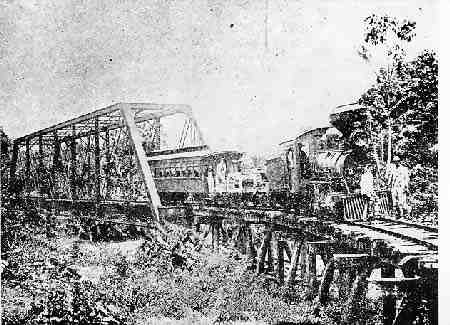
Puente del Ferrocarril de Cúcuta en 1920.
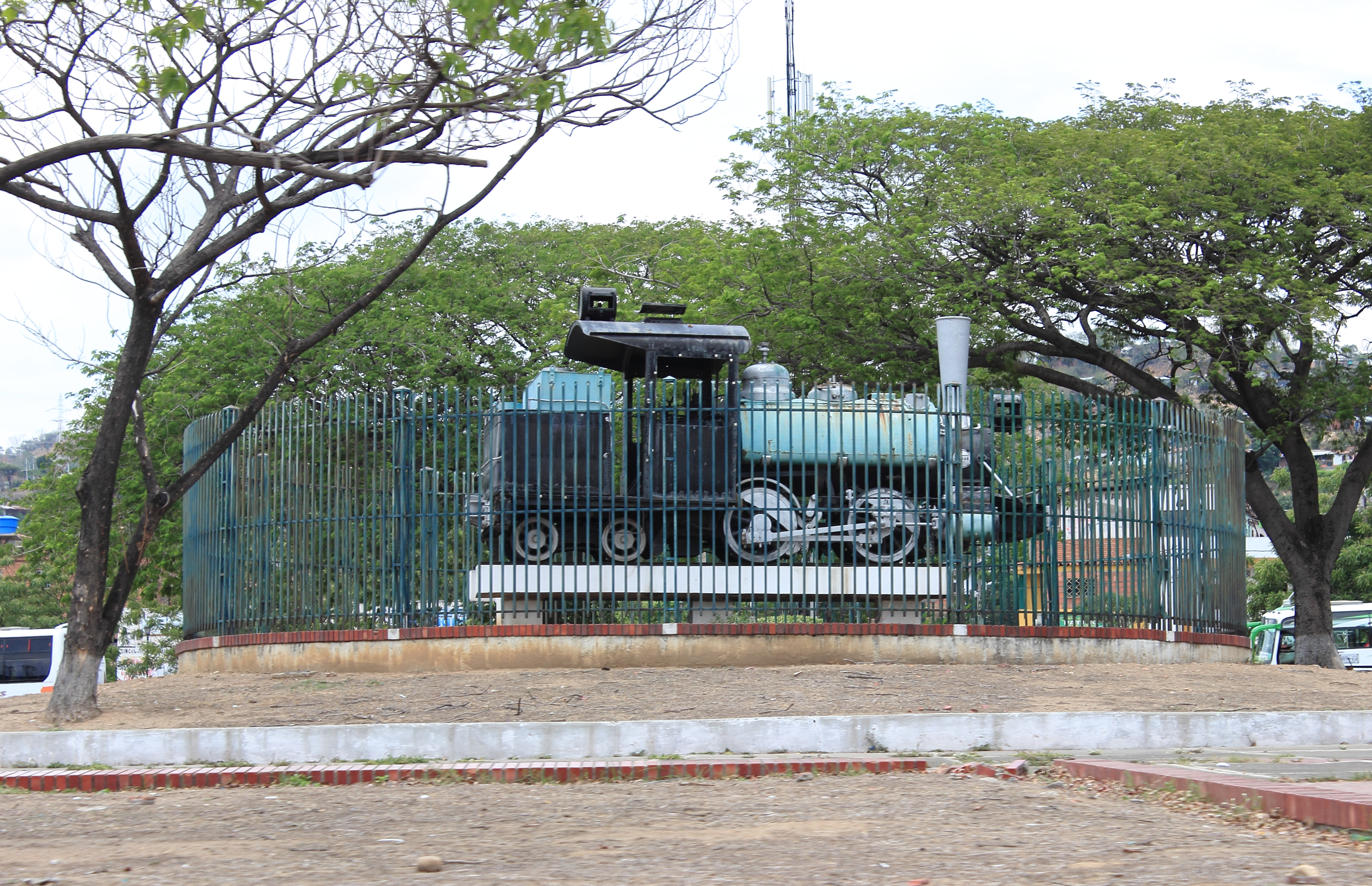
Monumento al Ferrocarril.

## Monumentos nacionales
Mediante la resolución 013 de 1994 las estaciones de ferrocarril del país fueron declaradas monumentos nacionales. Para ese año la sede principal de ferrocarril de Cúcuta no existía porque allí se construyó la Central de transporte. No obstante la Resolución le asignó la condición de monumento nacional a las estaciones El Salado (5 kilómetros), Alonsito (6,5 kilómetros), Patillales (13 kilómetros), Guayabal (15 kilómetros), Agua Blanca (20 kilómetros), La Arenosa (26 kilómetros, El Edén (30 kilómetros), La Esperanza (34 kilómetros), Altoviento (37 kilómetros) y El Tigre (39 kilómetros).
Cámara de Comercio de Cúcuta